# Cophyla rava
Espèce
Statut de conservation UICN

 EN B1ab(iii) : En danger
Synonymes
- Platypelis ravus Glaw, Köhler & Vences, 2012

Cophyla rava est une espèce d'amphibiens de la famille des Microhylidae.

## Répartition
Cette espèce est endémique de la région Sava à Madagascar. Elle se rencontre dans le parc national de Marojejy vers 1 326 m d'altitude. 

## Description
Cette espèce mesure de 17 à 19 mm.

## Étymologie
Le nom spécifique rava vient du latin ravus, gris-jaune, en référence à la coloration ventrale caractéristique de cette espèce.

## Publication originale
- Glaw, Köhler & Vences, 2012 : A tiny new species of Platypelis from the Marojejy National Park in northeastern Madagascar. European Journal of Taxonomy, vol. 9, p. 1-9 (texte intégral).